# Kazkommertsbank
Die Kazkommertsbank (QazKom) (kasachisch Қазкоммерцбанк Qazkommertsbank, russisch Казкоммерцбанк) war die zweitgrößte Bank Kasachstans. Nachdem sie mit großen Liquiditätsproblemen zu kämpfen hatte, wurde die Bank schließlich im Juli 2018 von der Halyk Bank übernommen. Am 22. April 2019 wurde die Kazkommertsbank aus dem kasachischen Unternehmensregister gelöscht.
Die Bank mit Hauptsitz in Almaty besaß mehr als zehn Tochterunternehmen und Tochterbanken, darunter die Moskommertsbank in Russland und Banken in Tadschikistan und Kirgisistan. Sie war außerdem eines der führenden Kreditinstitute im Wertpapierhandel in Kasachstan.

## Geschichte
Die Geschichte der Bank beginnt mit der Gründung der Medeu Bank am 12. Juli 1990. Nach der Unabhängigkeit Kasachstans wurde sie am 21. Oktober 1991 unter dem Namen Kazkommertsbank neu registriert. Im April 1994 übernahm die Bank die Astana Holding, eine kasachische Geschäftsbank. 1995 beriet die Bank die kasachische Regierung und war somit an der Neugliederung und Privatisierung des kasachischen Energiesektors beteiligt.
Im November 2006 erfolgte der Börsengang an der London Stock Exchange. Im Februar 2007 expandierte die Bank ins Ausland. Es wurden 52,1 Prozent der Anteile an der russischen Moskommertsbank übernommen, 2008 erwarb die Kazkommertsbank die restlichen Anteile. Im Dezember 2007 wurde eine Tochtergesellschaft in Tadschikistan gegründet, die 2008 eine Zulassung für Bankgeschäfte erhielt. Ebenfalls im Dezember wurde die neue Unternehmenszentrale im Regional Financial Centre in Almaty eröffnet. Infolge der Weltfinanzkrise erwarb der kasachische Staatsfonds Samruk-Kazyna im Mai 2009 21,2 Prozent der Anteile an der Kazkommertsbank im Rahmen eines staatlichen Stabilisierungsprogramms. Die Bank nahm außerdem auch an einem staatlichen Refinanzierungsprogramm teil, das 2012 abgeschlossen wurde.
Im Februar 2014 kaufte die Kazkommertsbank zusammen mit Kenges Raqyschew die angeschlagene BTA Bank auf. Die Kazkommertsbank und Raqyschew erwarben jeweils 46,5 Prozent der Anteile für jeweils rund eine halbe Milliarde US-Dollar. Am 2. Februar 2016 gab die Bank den Verkauf aller Anteile an der BTA Bank bekannt. Diese wurden zu gleichen Anteilen an die beiden Geschäftsmänner Kenges Raqyschew und Nurschan Subchanberdin verkauft.
Die Übernahme der BTA Bank und deren Schuldenlast wirkte sich negativ auf die Liquidität und die Bilanz der Bank aus; im März 2017 kaufte der staatliche Problem Loans Fund, eine Bad Bank, Problemkredite der Kazkommertsbank im Wert von 2,4 Billionen Tenge auf. Dies war eine Vorbedingung für eine mögliche Übernahme durch die Halyk Bank, die ihre Übernahmeabsicht im Monat zuvor angekündigt hatte. Im Juni erwarb die Halyk Bank für symbolische zwei Tenge insgesamt 96,8 Prozent aller Anteile der Kazkommertsbank; im Dezember wurde vom Vorstand der Halyk Bank die Eingliederung der Kazkommertsbank beschlossen, die im Juli 2018 abgeschlossen wurde.  Am 22. April 2019 wurde die Kazkommertsbank aus dem kasachischen Unternehmensregister gelöscht.

## Unternehmensstruktur
Die Kazkommertsbank hatte 2017 folgende Tochtergesellschaften:
- Kazkommerts Securities (Börsendienstleistungen)
- Kazkommerts International B.V (Kapitalbeschaffung)
- Kazkommerts Finance (Kapitalbeschaffung)
- Kazkommerts Life (Lebensversicherungen)
- Kazkommerts-Policy (Versicherungen)
- Kazkommertsbank Tadschikistan
- Moskommertsbank (Russland)
- KUSA KKB-1 (problembehaftete Vermögenswerte)
- KUSA KKB-2 (problembehaftete Vermögenswerte)
- KUSA KKB-3 (problembehaftete Vermögenswerte)
- QPayments (Zahlungsdienstleistungen)
- AlemCard (Zahlungsdienstleistungen)
- BTA Securities (Börsendienstleistungen)
- Titan-Inkassatsiya (Inkassodienstleistungen)